# Odysee
Odysee er en amerikansk decentraliseret videodelingsplatform bygget på blockchain-LBRY. Det positionerer sig som et alternativ til store videodelingssider (såsom YouTube), men med vægt på ytringsfrihed og decentralisering.
Platformen giver brugerne mulighed for at uploade, dele og tjene penge på videoer via kryptovaluta, samtidig med at indholdet bevares via et peer-to-peer-netværk.

## Historie
Siden blev grundlagt i 2020. af Julian Chandra. I juni 2024 det blev erhvervet af Forward Research. Købet kommer efter, at Odysees tidligere moderselskab, LBRY, tabte en sag med US Securities and Exchange Commission i juli 2023.

## Fodnoter
1. ↑  Carless, Will. "It looks like a regular video-streaming site. It's fundraising for white supremacists, report says". USA TODAY.
2. ↑  "A website that provides a platform for neo-Nazis got its seed funding from Boston elites". GBH. 2024-09-30.
3. ↑  "Blockchain-based Odysee keeps your social media content online". ZDNET.
4. ↑  Ha, Anthony (2020-12-07). "Odysee aims to build a more independent video platform". TechCrunch (engelsk). Hentet 2024-09-28.
5. 1 2  "Extremist-friendly tech company closes after legal fine". theguardian.com. Hentet 2024-09-28.
6. ↑  Wilson, Jason (2023-07-16). "Extremist-friendly tech company closes after legal fine". The Guardian (engelsk). ISSN 0261-3077. Hentet 2024-10-16.
7. ↑  "SEC vs LBRY Summary Judgement Ruling (We Lost)". Odysee. 2022-11-07. Arkiveret fra originalen 2024-12-16.